# Frantz Kinnen
Frantz Nicolas Kinnen (* 4. Februar 1905 in Düdelingen; † 21. August 1979 in Luxemburg) war ein luxemburgischer Künstler.
Kinnen war Autodidakt; in den 1930er Jahren schuf er satirische Karikaturen. Er galt als politisch links, wodurch ihm der Durchbruch erst nach dem Zweiten Weltkrieg gelang. Von 1947 bis 1957 war Kinnen Sekretär des Cercle artistique de Luxembourg. Er lehnte öffentliche Stellen ab und arbeitete freischaffend.
Kinnens Werk ist vielseitig: Er schuf u. a. abstrakte Skulpturen und figurative Kirchenfenster. Viele seiner Werke stehen in Düdelingen. Für seine Bilder wurde er 1947, 1950 und 1956 mit dem Prix Grand-Duc Adolphe ausgezeichnet. 1953 und 1957 nahm er an der 2. und 4. Biennale von São Paulo mit grafischen Arbeiten teil.